# Privatversicherungsrecht (Deutschland)
Das Privatversicherungsrecht regelt insbesondere das Verhältnis zwischen Versicherer und Versicherungsnehmer. Maßgeblich ist dabei vor allem das Versicherungsvertragsgesetz (VVG).
Das Privatversicherungsrecht umfasst das Versicherungsunternehmensrecht, das Versicherungsaufsichtsrecht und das Versicherungsvertragsrecht.